# Lenguas kalapuya
Las lenguas kalapuyas (llamadas en inglés Kalapuyan) forman una pequeña familia de lenguas extinguidas del valle Willamette, en el oeste de Oregón, Estados Unidos, y que estaba compuesta por tres lenguas.

## Clasificación

### Clasificación interna
La Kalapuya consistía en
1. Kalapuya Norte (también llamada Tualatin-Yamhill o Tfalati o Atfalati)
2. Kalapuya Central (también Santiam)
3. Yoncalla (también Kalapuya Sur)

### Relaciones con otras lenguas
Las lenguas kalapuyas se relacionan usualmente con las lenguas penutíes, dentro de un subgrupo penutí de Oregón, junto con takelma, siuslaw, y coos.
Se ha propuesto una relación especial con el takelma, formando juntas una familia takelmana. Algunos autores han dado datos que van contra dicha relación, por lo que algunos autores consideran a la familia kalapuya se considera generalmente aparte, aunque abierta a una hipótesis penutí.

## Descripción lingüística

### Fonología
El sistema consonántico reconstruido para el proto-kalapuya viene dado por:
|                         |             | Labial | Dental | Dental | Palatal | Velar | Labio- velar | Glotal |
| ----------------------- | ----------- | ------ | ------ | ------ | ------- | ----- | ------------ | ------ |
| obstruyente no-continua | simple      | *p     | *t     | *c     |         | *k    | *kw          | *ʔ     |
| obstruyente no-continua | aspirada    | *pʰ    | *tʰ    | *cʰ    |         | *kʰ   | *kwʰ         |        |
| Fricativa               | Fricativa   | *f     | *s, *ɬ | *s, *ɬ |         |       |              | *h     |
| Aproximante             | Aproximante |        | *l     | *l     | *y      |       | *w           |        |

Donde se ha usado el alfabeto fonético americanista para las africadas /*c, *cʰ/ (=AFI [ʦ, ʦʰ]).
Shipley señala que las lenguas kalapuya presentarían también oclusivas glotalizadas, pero su ocurrencia en las fuentes disponibles aparece tan poco sistemática que no es reconstruible para el proto-kalapuya.